# 托貝什河
托貝什河是俄羅斯的河流，屬於齊利馬河的左支流，由科密共和國負責管轄，河道全長393公里，流域面積6,610平方公里，河水主要來自雨水和融雪，每年十一月至翌年五月結冰。